# Chiesa di San Matteo (Nocera Inferiore)
La chiesa di San Matteo è la Chiesa madre di Nocera Inferiore.

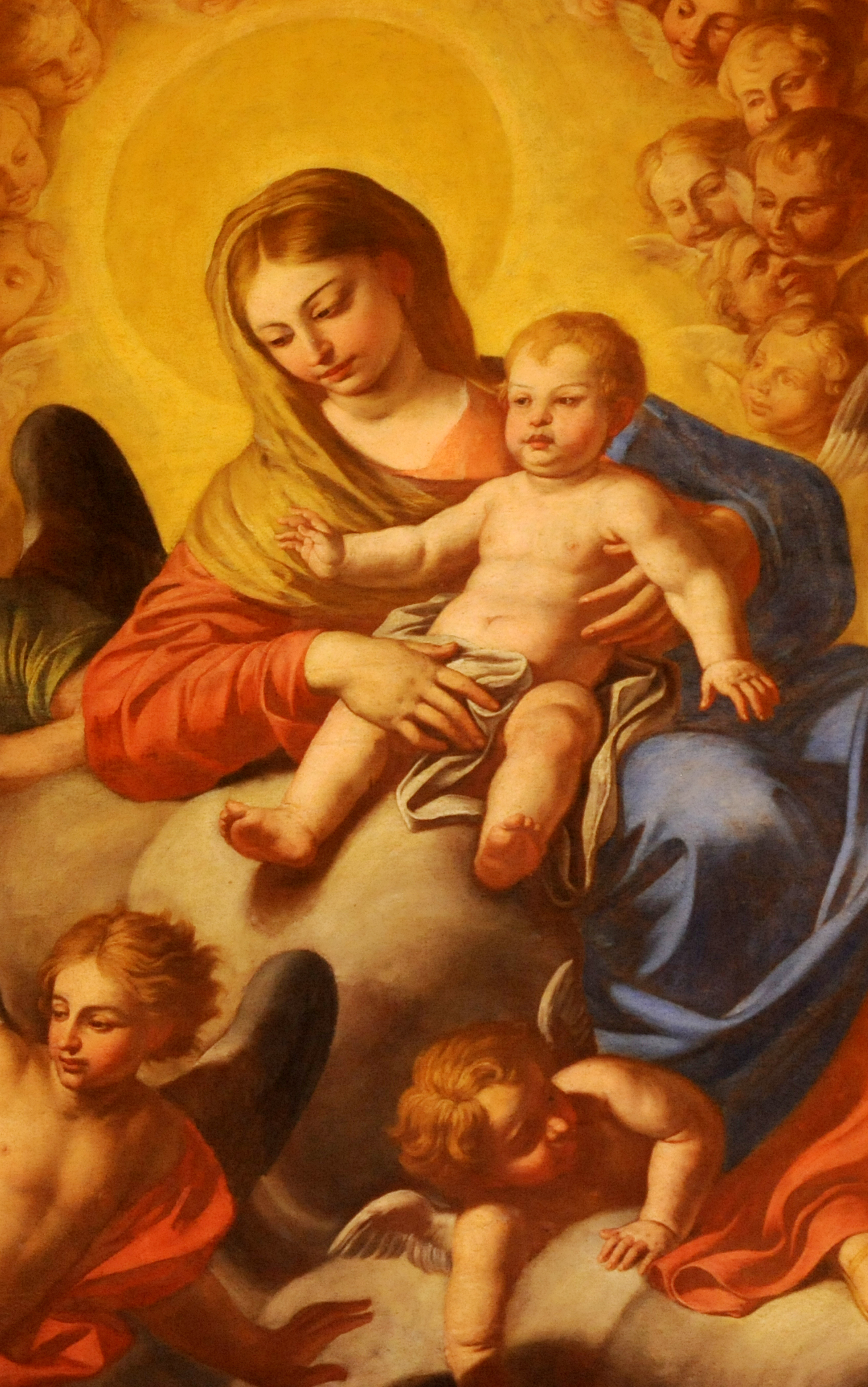
Vergine col Bambino tra San Matteo e San Pietro (particolare)

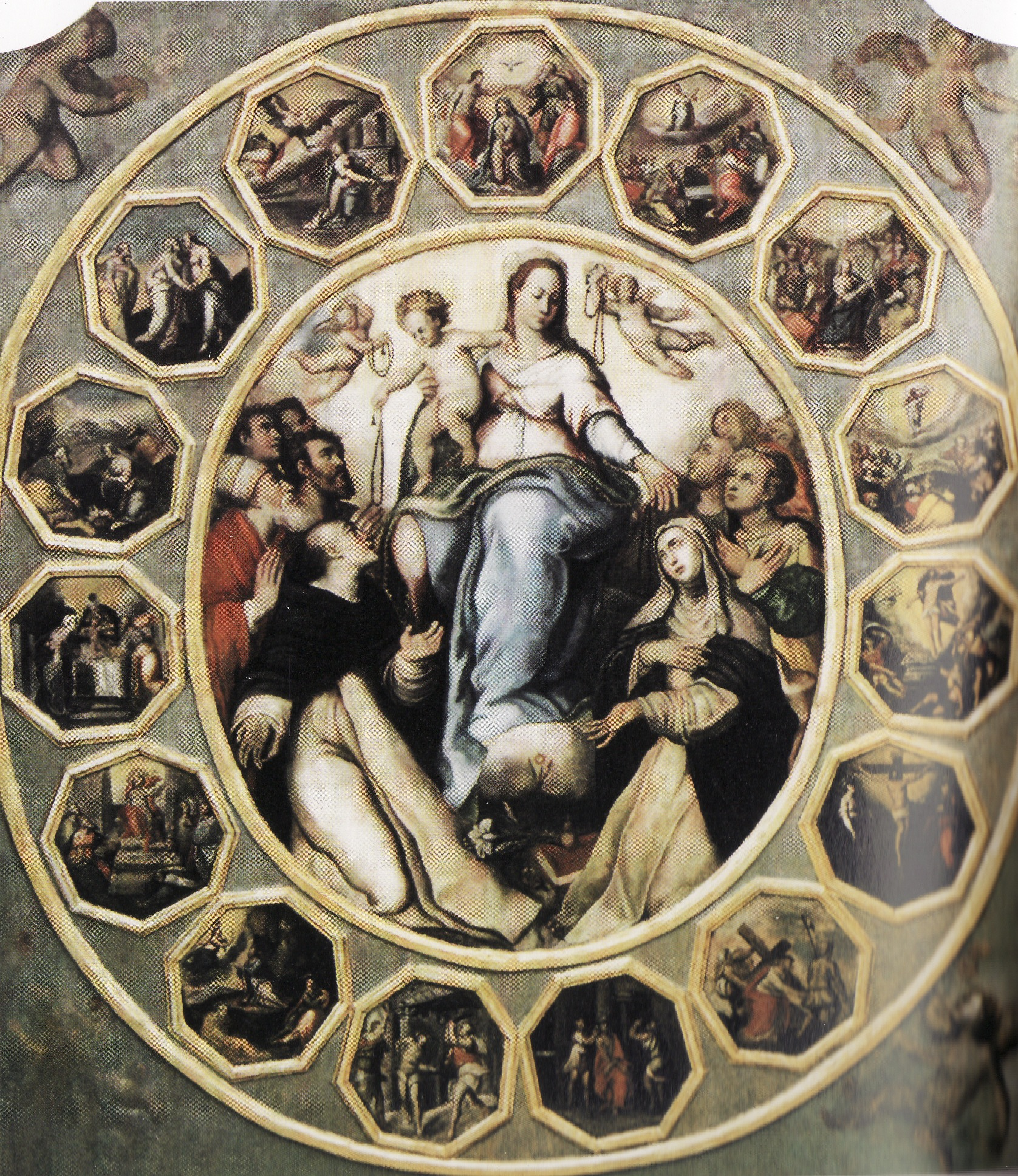
Madonna del Rosario, attribuito alla bottega di Marco Pino.

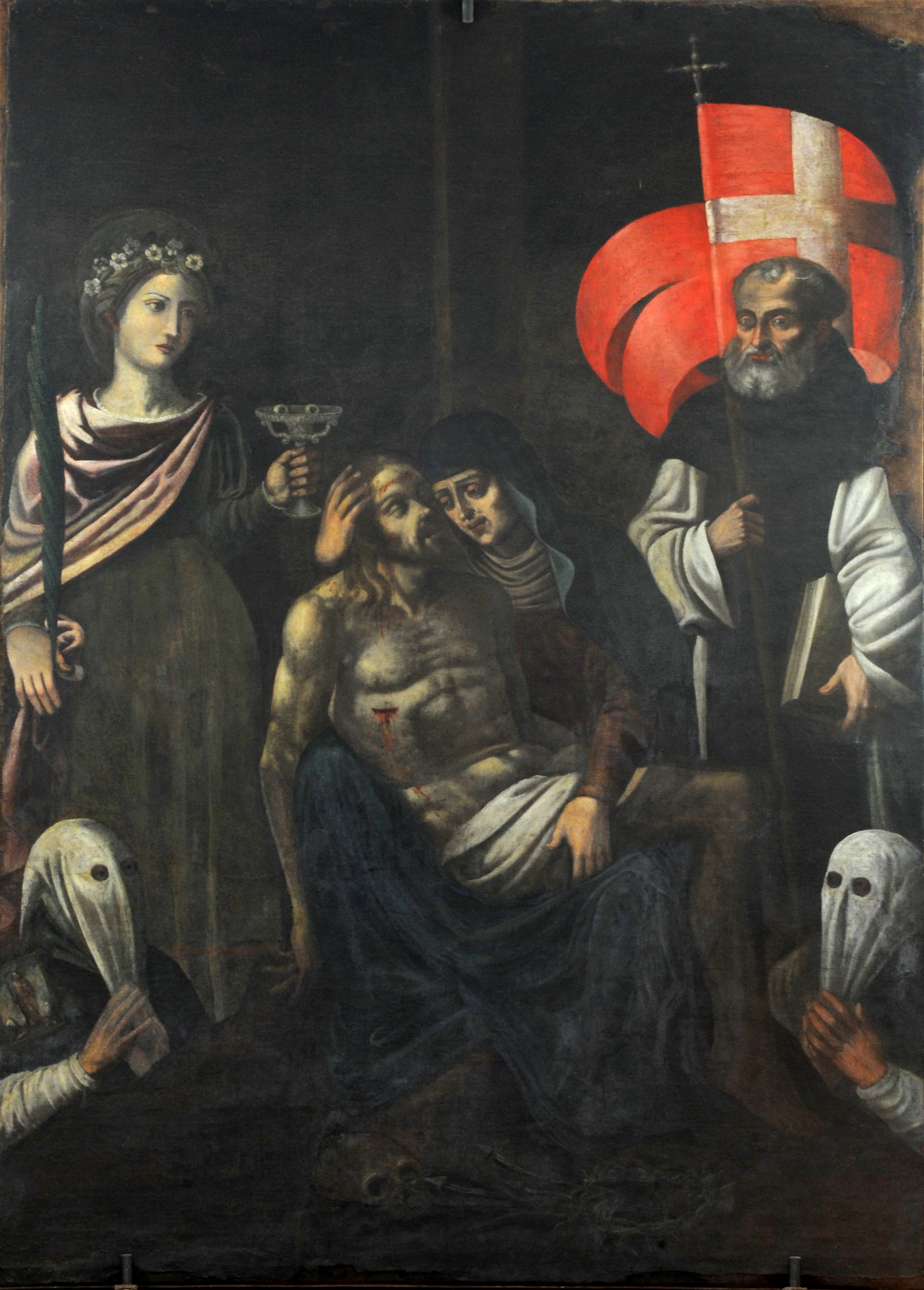
Pietà tra i santi Aniello e Lucia

## Le origini
La prima menzione della chiesa di San Matteo de Archiponticulo (letteralmente "al ponte vecchio") è contenuta in un documento conservato nell'Abbazia di Montevergine, datato al gennaio del 985, tuttavia vi è anche testimoniata da documenti successivi l'esistenza della stessa chiesa già agli inizi dell'anno 982, quando all'abate di San Matteo furono concesse alcune terre nel casale di Pau.
La menzione de Archiponticulo è dovuta alla presenza, nei pressi della chiesa, di un fiumiciattolo formato dal deflusso delle acque che scendevano dal complesso montuoso di Montalbino. Il rio è stato identificato durante gli scavi del complesso archeologico di piazza del Corso. Ad ulteriore prova, il Codex Diplomaticus Cavensis cita la presenza, nella zona, di un ponte di pietra di epoca romana.
La struttura fu edificata nell'area di un sacello dedicato a Giano, il dio bifronte, e dedicata, per corrispondenza storica a San Matteo, popolarmente noto come il santo con due volti.

## La storia
In origine la chiesa fu una rettoria. Nel 1390 fu elevata al rango di parrocchia, e dal 1592 è considerata la chiesa madre dell'allora città di Nocera de' Pagani, quando vescovo dell'omonima diocesi, Sulpizio Costantino, le trasferì tale privilegio sottraendolo alla chiesa di Sant'Angelo in Grotta. In passato i parroci della città si recavano a San Matteo nel festivo del santo omaggiandone la statua con un grande cero.
Furono dipendenti dalla parrocchia di San Matteo le chiese del Corpo di Cristo e di Santa Maria del Presepe (nota anche come Santa Monica) che vi si distaccarono solo nel 1839, quando, a causa dell'aumento della popolazione dei rispettivi casali, monsignor D'Auria le elevò le due strutture alla dignità di parrocchie autonome.
Durante la sua lunga storia, la chiesa ha ospitato matrimoni illustri: il 20 settembre 1614 vi si celebrarono le nozze tra il duca di Nocera Francesco Maria Carafa e Anna Pignatelli; il 2 ottobre 1655 vi fu celebrato il matrimonio tra il pittore Angelo Solimena e Marta Resigniano.

## La struttura
La forma attuale della facciata della chiesa risale ad una risistemazione rinascimentale del tempio (XVI secolo) e ad un rimaneggiamento negli anni '30 del XX secolo. Il portale, in tufo grigio di Nocera, è sormontato da un tondo con un bassorilievo raffigurante il santo cui è dedicata.
L'interno è composto da tre navate, ai lati delle quali sono collocate due ampie cappelle appartenenti rispettivamente alla confraternita del monte dei Morti e alla confraternita di Santa Lucia.
Due degli altari laterali provengono dalla dismessa chiesa benedettina di San Giovanni in Parco.
Nuovi restauri, compiuti tra Ottocento e Novecento, hanno conferito all'interno la struttura attuale. La chiesa fu danneggiata seriamente dal terremoto dell'Irpinia del 1980, fu chiusa nel 1990 e riaperta al culto solo il 25 novembre del 2000 con la benedizione del vescovo, monsignor Gioacchino Illiano.

## Patrimonio artistico
L'opera principale conservata nella parrocchia è rappresentata dalla pala dell'altare maggiore. Dipinta nel 1706 da Angelo Solimena, con apporti del figlio Francesco, raffigura la Vergine col Bambino tra San Matteo e San Pietro.
Sempre sull'altare maggiore è collocato lo stucco con due Angeli musicisti: il primo reca in una mano uno strumento musicale e con l'altra presenta ai fedeli un libro su cui si legge Venite adoremus; l'altro indica il Santissimo collocato alle sue spalle.
Di notevole importanza è anche il tondo raffigurante la Vergine del Rosario, conservato nella cappella del Sacramento. Si tratta di un olio su tavola raffigurante la Madonna del Rosario, circondata dai 15 quadretti dei Misteri. L'opera, del XVI secolo è stata attribuita alla bottega del pittore Marco Pino da Siena.
Le altre tele (di minore rilevanza artistica) raffigurano una Sant'Anna bambina coi genitori, e una Pietà tra Santa Lucia e Sant'Agnello.
La navata centrale è stata affrescata nel 1934 dal pittore nocerino Maiorino Palmerino. Vi sono rappresentate le Virtù teologali, alcuni santi: San Giovanni Bosco, San Giovanni Maria Vianney, Sant'Alfonso Maria De Liguori, San Francesco d'Assisi, San Felice, Santa Costanza, San Prisco e San Ludovico. Nella parte centrale della navata campeggia un ovale di San Matteo Evangelista: vi è rappresentata l'apparizione dell'angelo al Santo. Il messaggero divino tende la mano verso l'evangelista, nell'azione che rappresenta l'abbandono del vecchio stile di vita da esattore delle tasse di Matteo (reso dal sacco di denaro che lui stesso schiaccia sotto il piede sinistro), e la nascita della sua vita spirituale, simboleggiata percepibile dalla palma del martirio che stringe nella sua mano destra.
Degna di nota, infine, è la lastra sepolcrale di Lodovico Ghequier De Mely-Nadas, alfiere ungherese morto in città nel 1822 all'età di 16 anni.
La parrocchia possiede numerose statue: San Matteo, Sacro Cuore di Gesù, Immacolata Concezione, Sant'Agnello, Santa Lucia, San Espedito, San Giovanni Bosco, San Domenico Savio, San Pio da Pietrelcina, San Francesco d'Assisi, Sant'Antonio da Padova, un Ecce Homo, Santa Rita da Cascia, Sant'Alfonso Maria De Liguori, San Gerardo Maiella, un Cristo morto, un'Addolorata, San Giuseppe, San Biagio vescovo, Santa Filomena, San Tarcisio lapidato, Santi Cosma e Damiano, Santa Agnese, San Lorenzo diacono, San Raffaele arcangelo, San Ciro, una Madonna di Fatima, tutte lignee. Una statua della Madonna di Lourdes è in marmo.

### I furti
Nel corso degli anni settanta e ottanta, furono sottratti alla parrocchia una Deposizione del 1664 di Angelo Solimena, e un notevole dipinto datato al 1772, opera di Giambattista Vela, raffigurante la Madonna del Carmelo. Nel 2020, in occasione dei festeggiamenti del santo patrono Matteo, è stata donata alla parrocchia una copia della Deposizione che è stata collocata nella navata di sinistra, al primo altare. La tela della Deposizione del Solimena è stata poi ritrovata casualmente nell'aprile del 2024 a Urbino, esposta presso la Galleria nazionale delle Marche: Viene riconsegnata alla parrocchia il 30 maggio dello stesso anno.

## Galleria d'immagini

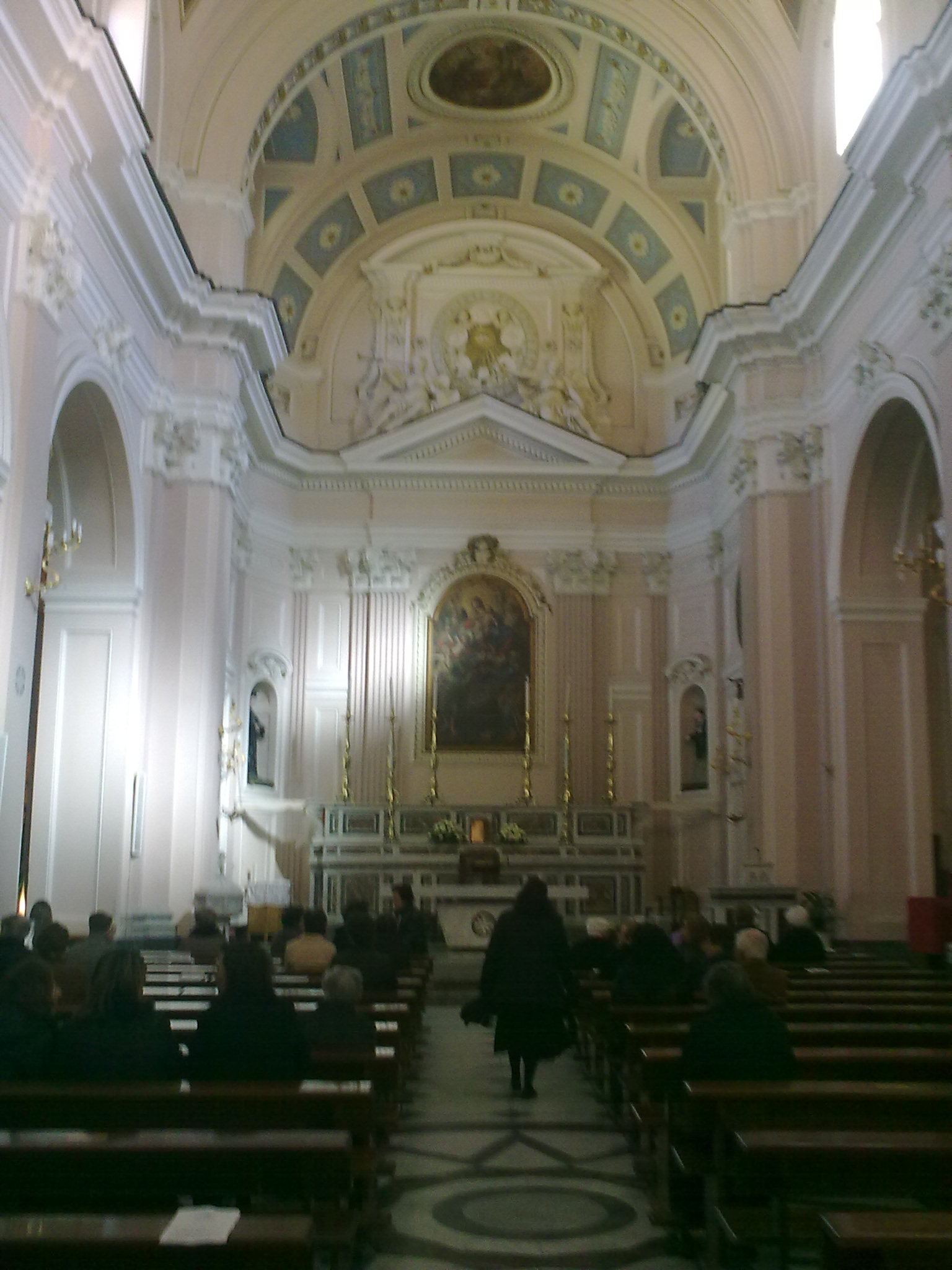
Interno della chiesa
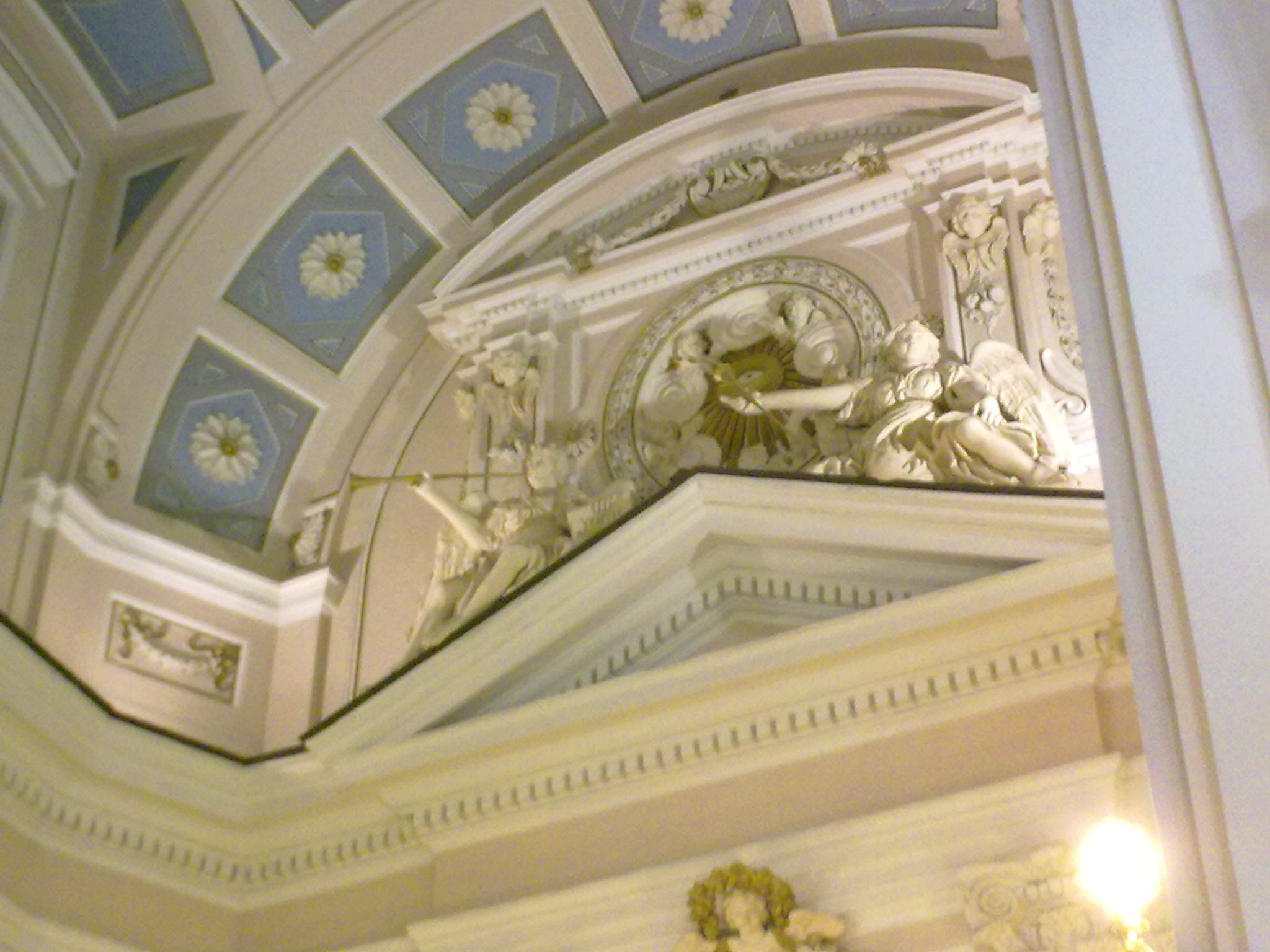
Gli angeli musici sull'altare maggiore
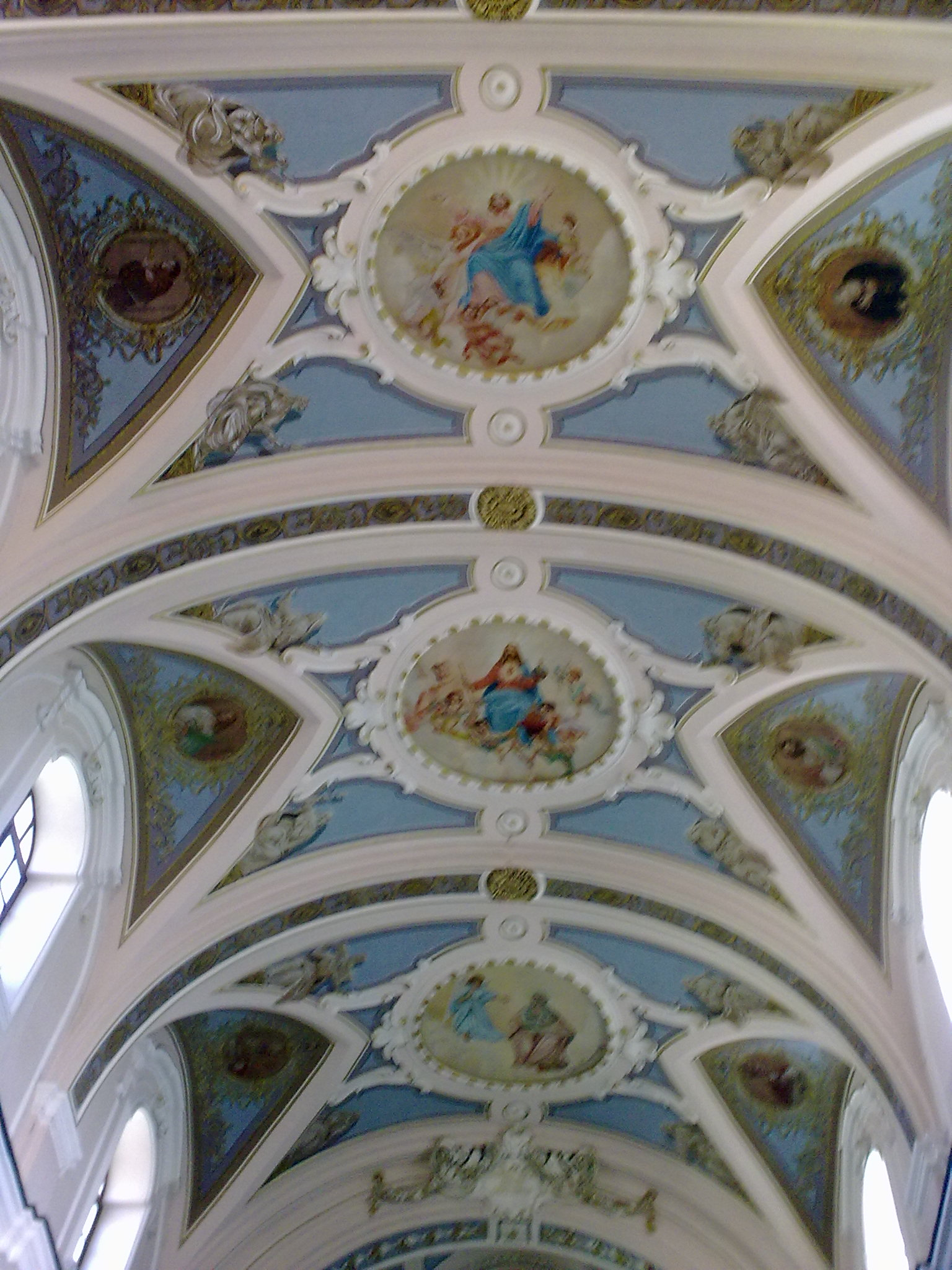
Affreschi della navata centrale
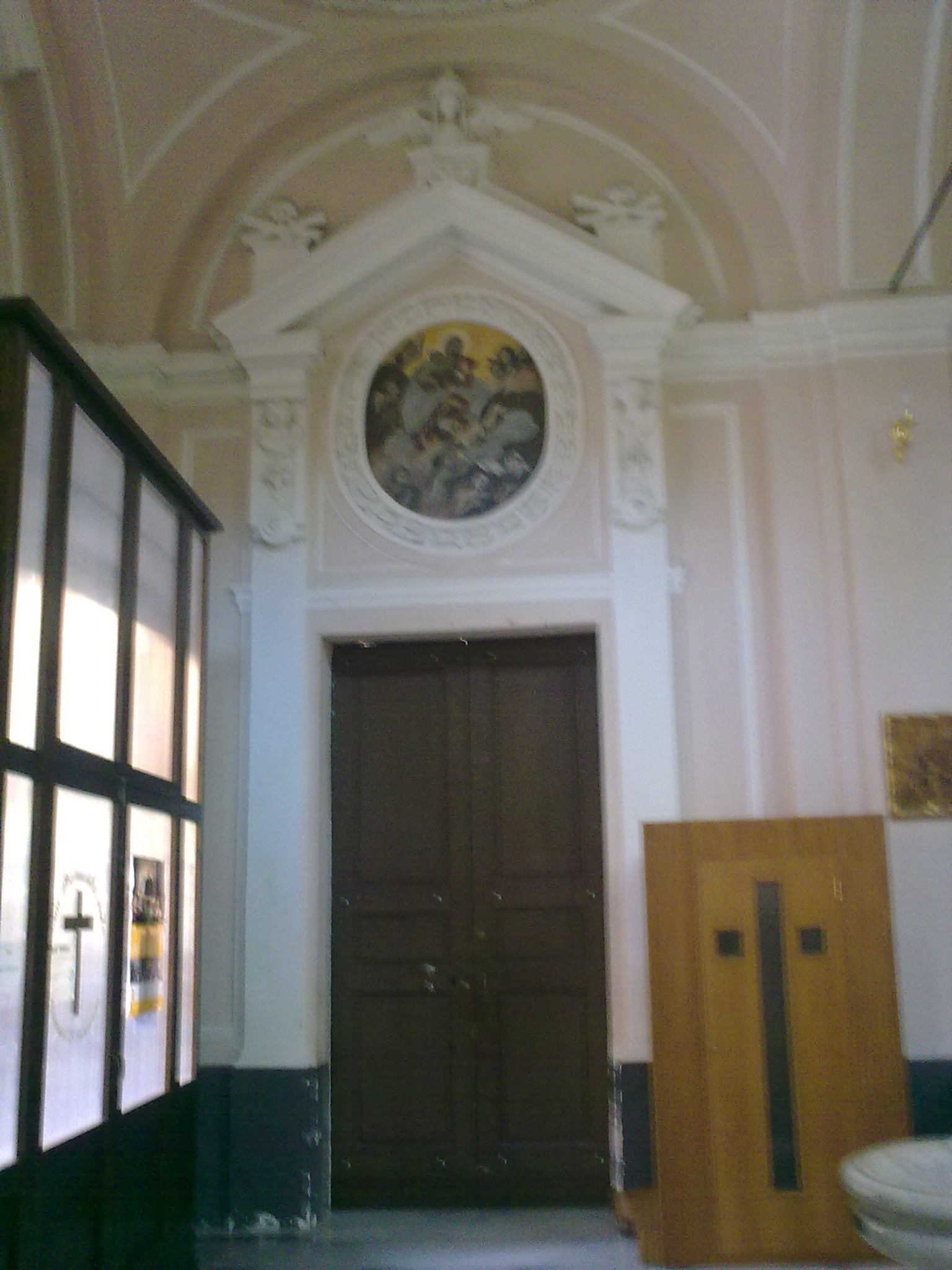
Ingresso della Congrega dei Morti